# كربونات الروبيديوم

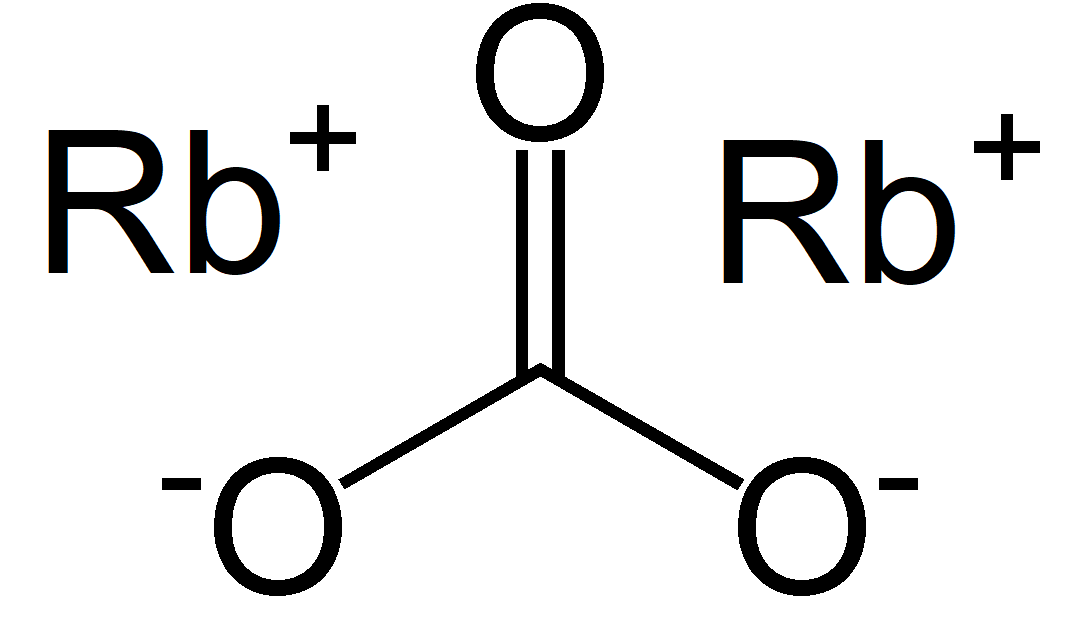
هيكل كربونات الروبيديوم

كربونات الروبيديوم (Rb 2 CO 3) هو مُركب مُستَقِر وغير متفاعل وقابل للذوبان في الماء بسهولة.

## التحضير
يمكن تحضيرهُ بإضافة كربونات الأمونيوم إلى هيدروكسيد الروبيديوم، وتصاغ معادلة هذا التفاعل على الشكل التالي:{\displaystyle {\ce {(NH4)2CO3 RbOH -> Rb2CO3}}}

## الاستخدامات
يُستخدم في صناعة بعض أنواع الزجاج عن طريق زيادة الاستقرار والتماسُك، وكذلك يقلل الموصلية، ويُستَخدم أيضًا كجزء من مُحفز تحضير الكحول.